# モルティエ (自動オルガン製造業者)

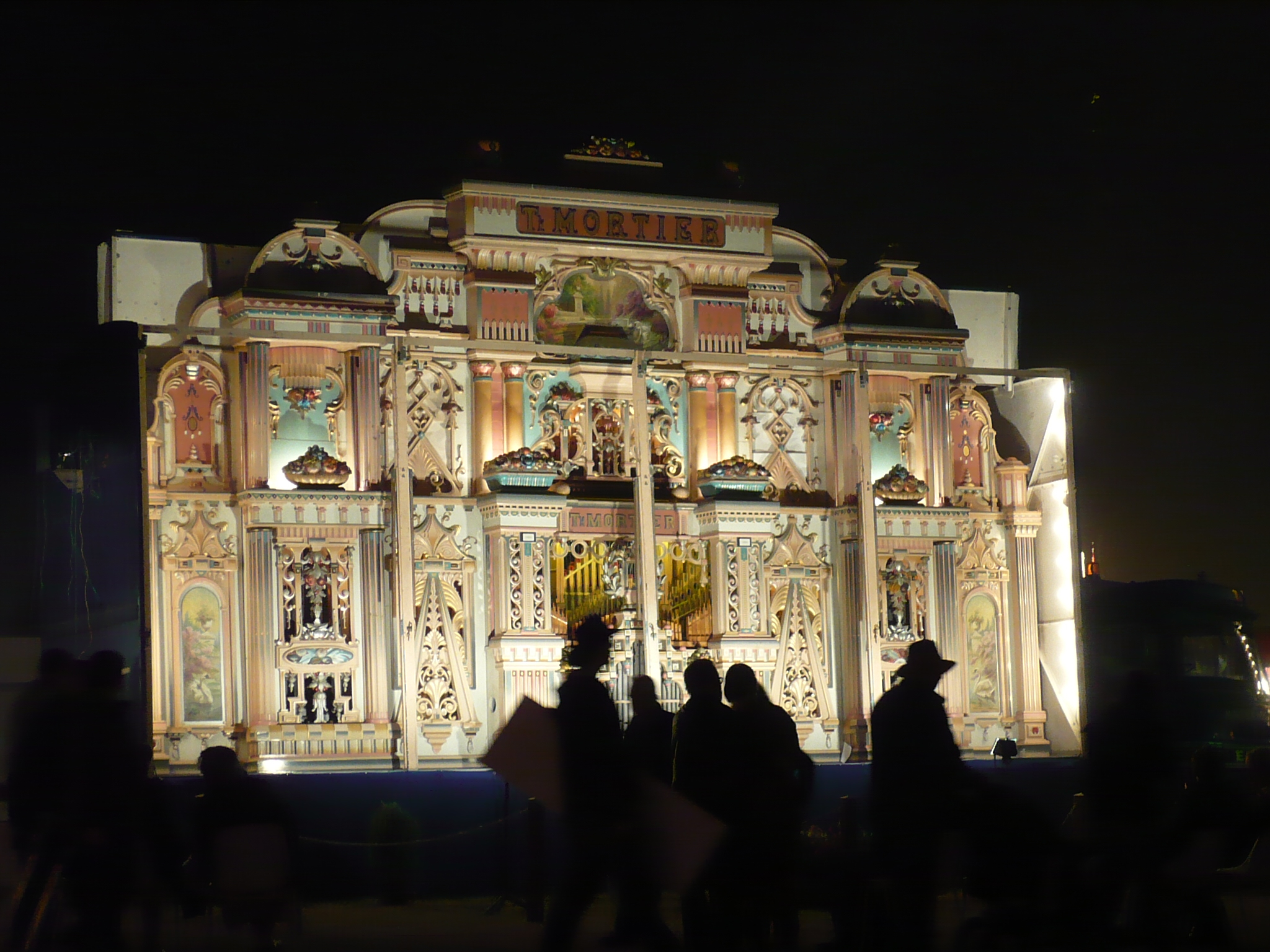
2008年のグレート・ドーセット・スチーム・フェアで展示されたモルティエのダンスオルガン

モルティエ、ないし、モティエ (Mortier) は、かつてベルギーのアントウェルペンにあった、ダンスオルガンやオーケストリオンを製造していたオルガン製造業者。

## 沿革
この会社は、テオフィル・モルティエ（Theophile Mortier、1855年 - 1944年）が創業した。モルティエは、フランスやドイツのオルガン製造業が最盛期を迎えていた1898年に、パリのオルガン製造業者ガヴィオリ (Gavioli) の販売代理店として創業した。創業者のテオフィル・モルティエは、もともとダンスホールの経営者であり、彼のダンスホールではいつもガヴィオリのオルガンが音楽を奏でていた。モルティエは、ダンスホールに設置したダンスオルガンを、短期間のうちに転売することを常としていた。幸運なことに、彼が転売した中古のダンスオルガンの大部分は、利益を生むほどの高値で売りさばくことができた。やがてモルティエはダンスオルガンのディーラーが仕事の中心となり、ガヴィオリにとって上得意の取引先となった。モルティエは、自分が販売したオルガンのメインテナンスや修理に対応するため、修理工房を立ち上げた。この工房の運営にあたったのは、オルガン製造職人のギローム・バックス (Guillaume Bax) であった。1906年、モルティエはガヴィオリの関連企業のひとつとして、自力による自動オルガンの製造に取りかかった。
やがて、ガヴィオリが社内事情から十分な数量を供給できなくなると、モルティエはダンスオルガンを自身の名義で製造するようになった。第一次世界大戦後、モルティエは事業規模を拡大し、80人を雇用し、大きなダンスオルガンを年間20台ほど生産できるまでになった。モルティエが製造した最大級のダンスオルガンには、体積でこれに匹敵する他社の製品は存在しなかった。モルティエは、1948年まで、企業活動を継続した。

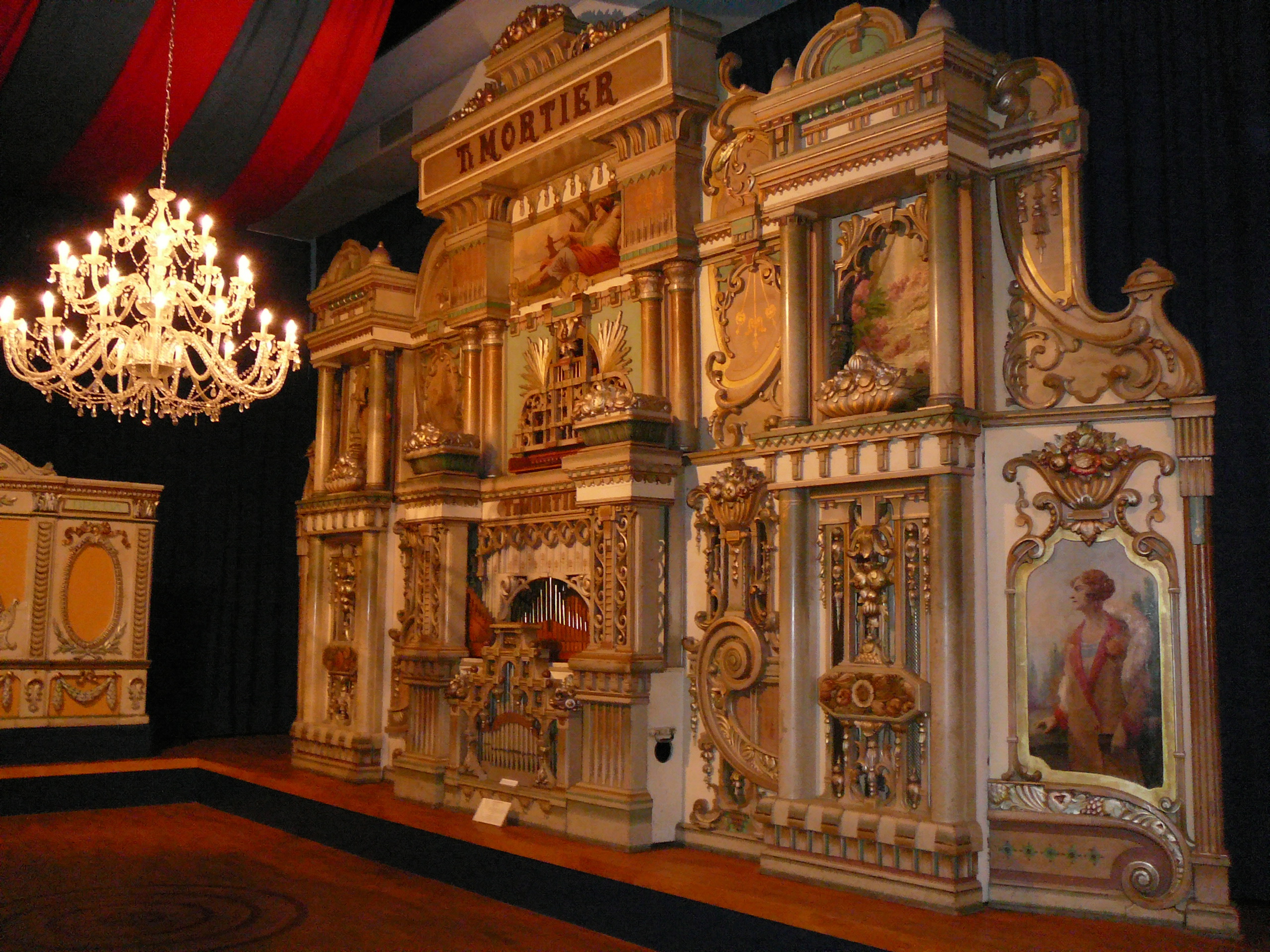
オルゴール博物館にあるモルティエのダンスオルガン

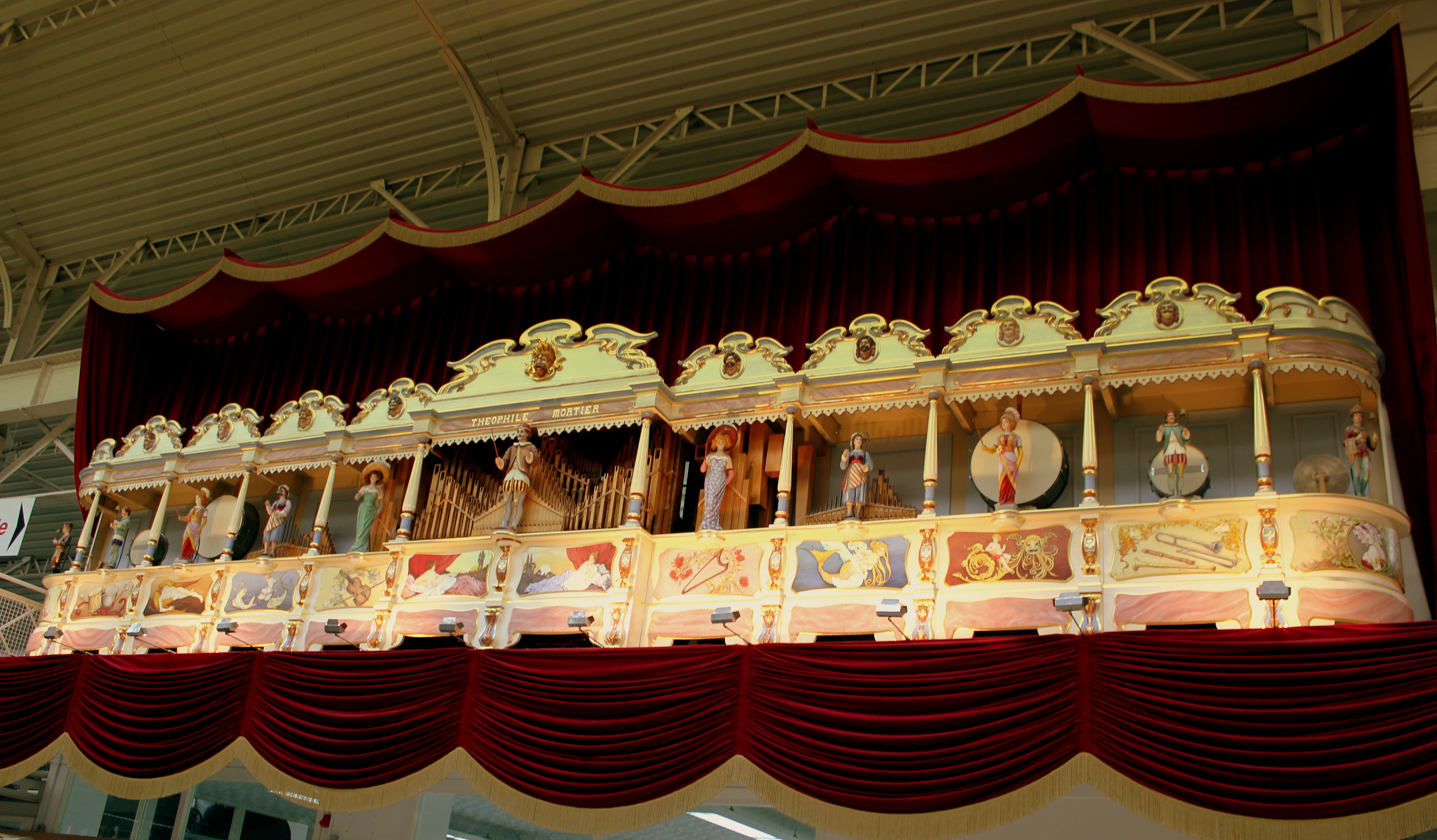
シュパイアー技術博物館にあるモルティエのダンスオルガン

## 展示
モルティエが製造した大型のダンスオルガンなどは、各地の博物館などで展示品として公開され、現在も動態保存されていることがある。例えば、オランダのオルゴール博物館には、1927年製造のダンスオルガンなどが、ドイツのシュパイアー技術博物館には、1922年ころ製造や、1947年製造のダンスオルガンが展示されている。日本では、河口湖音楽と森の美術館などに、モルティエのダンスオルガンやフェアグランドオルガンが所蔵、展示されている。